# Смиків (Дубенський район)
Сми́ків — село в Україні, у Боремельській сільській громаді Дубенського районі Рівненської області. Населення становить 12 осіб.

## Географія

### Рельєф
Територія переважно рівнинна, розчленована слабо вираженими ярами.

## Історія

### Археологічні знахідки
7 (20) листопада 1917 року, відповідно до Третього Універсалу Української Центральної Ради, увійшло до складу Української Народної Республіки.

Смиків на польській карті 1924 року

### Незалежна Україна
12 червня 2020 року, відповідно до розпорядження Кабінету Міністрів України № 722-р від «Про визначення адміністративних центрів та затвердження територій територіальних громад Рівненської області», увійшло до складу Боремельської сільської громади Демидівського району.
19 липня 2020 року, в результаті адміністративно-територіальної реформи та ліквідації Демидівського району, село увійшло до складу Дубенського району.

## Населення
За переписом населення України 2001 року в селі мешкало 25 осіб. 100 % населення вказало своєю рідною мовою українську мову.